# 占·羅傑斯
小詹姆斯·毕兰德·罗杰斯（英語：James Beeland Rogers Jr.，1942年10月19日—）為美國著名投資者、經濟分析師、旅行家、大學教授及作家，曾與索羅斯共同創立量子基金，以投資於商品期貨聞名，有「商品大王」之稱。

## 生平
1942年出生於馬里蘭州巴爾的摩，童年於阿拉巴馬州丹波里斯（Demopolis）度過，五歲時已開始販售花生賺錢。1964年從耶魯大學畢業後，首份工作是在華爾街Dominick & Dominick公司工作，當時的他仍未懂得分辨股票與債券。其後他到英國牛津大學貝利奧爾學院（Balliol College）深造，1966年獲得第二個學士學位，並返回美國入伍。
1970年羅傑斯退役後，加入Arnhold & S. Bleichroeder，並在此認識索羅斯，同年與索羅斯成立量子基金。在其後10年，量子基金升值3,365% (根據羅傑斯的資料)，而道瓊工業平均指數在同一時期則只上升20%。1980年，羅傑斯決定「退休」。
其後，羅傑斯成為哥倫比亞大學商學研究院的客席財務教授。1989年至1990年，羅傑斯曾主持節目「The Dreyfus Roundtable」及「The Profit Motive with Jim Rogers」。2002年，他成為霍士新聞台節目《Cavuto on Business》的長期嘉賓。1998年，他創辦「羅傑斯國際商品指數」（RICI），RICI從1998年8月1日至2006年6月共上升263%。他亦曾著作多本與投資有關的書籍：《風險資本主義者》等。
2003年4月25日，百人會2003年年會開設「中國的機會與市場的發展」討論會，《中國即將崩潰》作者章家敦應邀擔任主講人，原本是對頭的索羅斯基金管理公司董事長兼執行長馬克·史瓦茲（Mark Schwartz）、摩根史坦利亞洲榮譽董事長傑克·華沃茲（Jack S. Wadsworth）與羅傑斯聯合圍剿章家敦。

## 旅遊
羅傑斯曾在1980年代駕駛摩托車在中國大陸旅遊，1990年至1992年則駕駛電單車環遊世界，在世界六大洲橫越65,065哩，並因此被列入金氏世界紀錄大全。1999年1月1日至2002年2月5日，他又創下另一項世界紀錄，旅程經過116個國家，橫越245,000公里，並與其未婚妻佩姬·帕克（Paige Parker）同行，旅程自冰島開始；在2002年1月5日，他們返回紐約市Riverside Drive的家。

## 私人生活
罗杰斯在1966年与洛伊丝·比涅尔(Lois Biener)结婚并在1969年离婚。1974年罗杰斯与詹妮弗·斯科尔尼克(Jennifer Skolnik)结婚并在1977年离异。罗杰斯在2000年与佩姬·帕克(Paige Parker)结婚，他们生了两个女儿希尔顿·奥古斯塔·帕克·罗杰斯（昵称快乐·罗杰斯 Happy）和碧兰·安德森·帕克·罗杰斯（昵称小蜜蜂·罗杰斯 Bee），一家人从2007年开始在新加坡定居。快乐·罗杰斯和小蜜蜂·罗杰斯都能说流利的汉语普通话，2017年年末，快乐和小蜜蜂说汉语的视频在中国网络上爆红。

## 資料來源
- 資本家的冒險：量子基金創辦人的全球趨勢前瞻
- 投資者3招 防金融危機 「商品大王」羅杰斯 明報，2006年8月15日
- 羅傑斯簡介 （页面存档备份，存于）
- Street Stories Guide

## 外部連結
- The Millennium Adventure （页面存档备份，存于）, 吉姆·羅傑斯 官方網站
- Jim Rogers News Blog （页面存档备份，存于）
- Jim Rogers blog（页面存档备份，存于）
- C-SPAN內的頁面（英文）
- 占·羅傑斯 at Goodreads